# Kosala

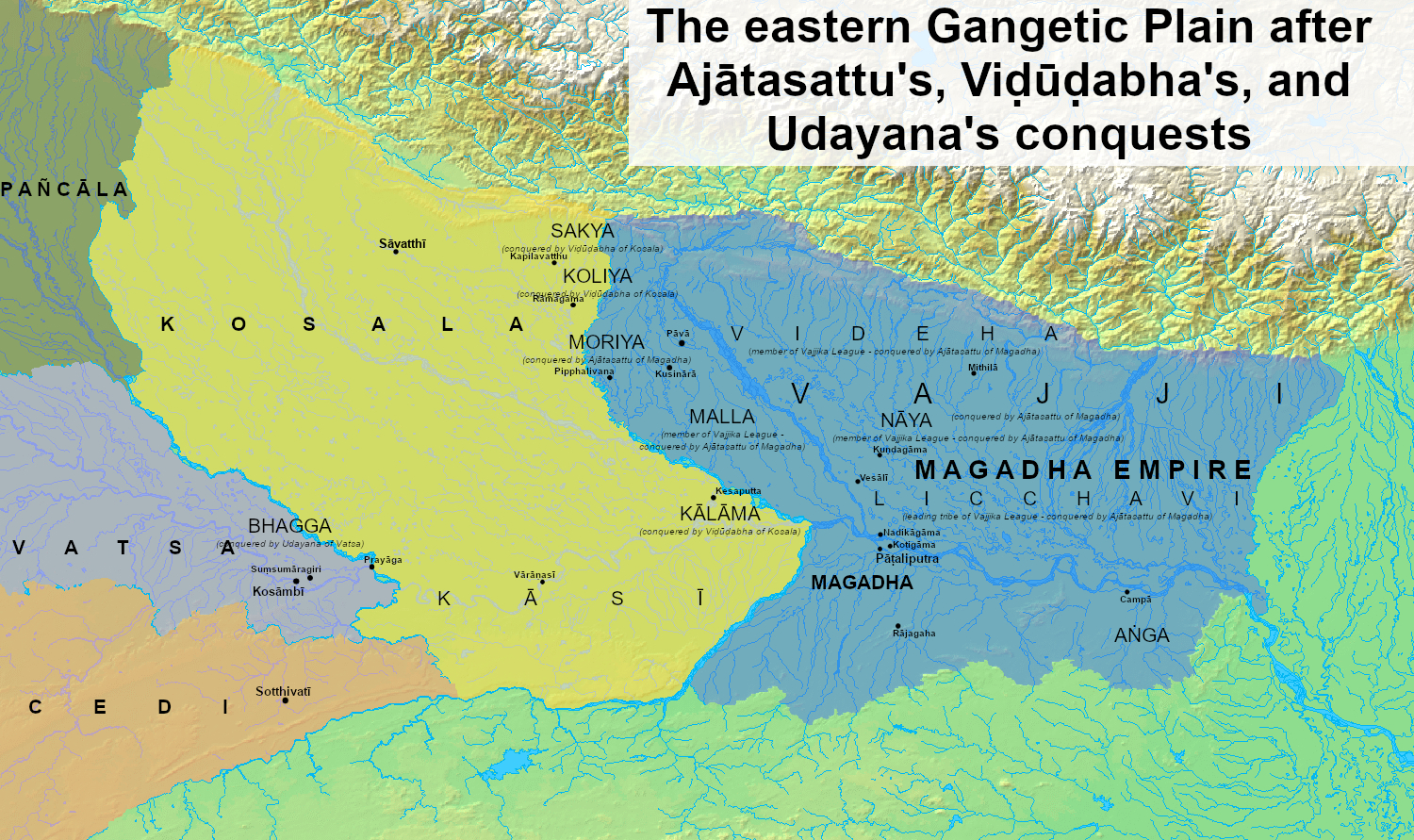
Riket Kosala markerat i gulgrön färg.

Kosala var fornindiskt rike som låg i östra delen av den nuvarande indiska delstaten Uttar Pradesh och södra delen av Nepal och vars huvudstad var Ayodhya. Riket hade sin storhetstid under 600- och 500-talen f.Kr. Det erövrades av mauryahärskarna under 400-talet f.Kr.